# Lin-Manuel Miranda

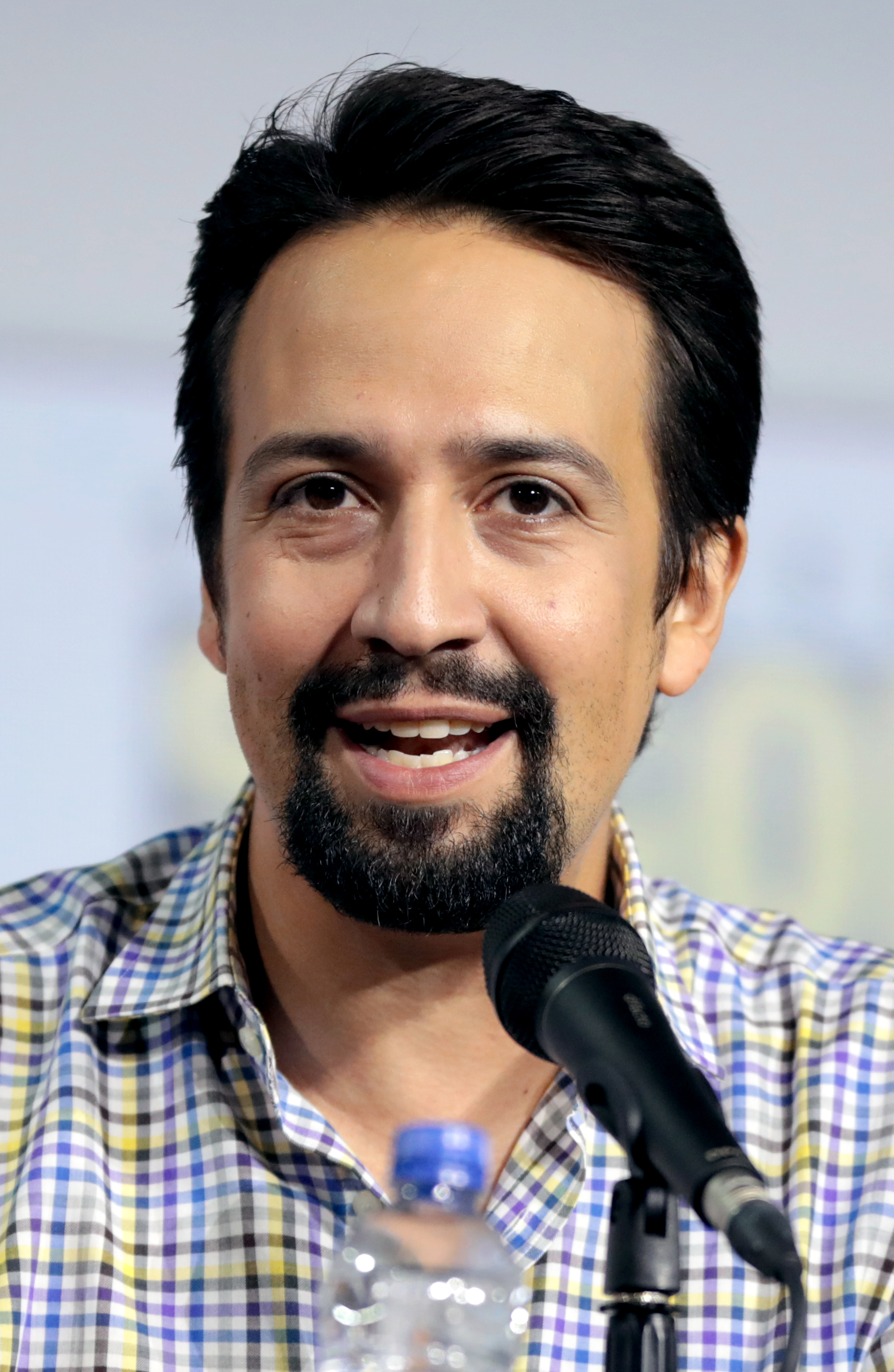
Miranda (2019)

Lin-Manuel Miranda (* 16. Januar 1980 in New York) ist ein US-amerikanischer Schauspieler, Komponist, Songwriter und Rapper. Er ist Komponist und Texter der mehrfach ausgezeichneten Musicals In the Heights und Hamilton.

## Leben
Miranda wuchs als Sohn puerto-ricanischer Eltern in Manhattan auf und studierte an der Wesleyan University. Im zweiten Jahr seines Studiums begann er die Arbeit an In the Heights. Das Musical verbindet lateinamerikanische Musikstile und Hip-Hop mit herkömmlicher Musical-Musik. Es thematisiert den Einfluss von Gentrifizierung und Aufwärtsmobilität auf ein Einwandererviertel. Eine frühe Variante von In the Heights wurde 1999 uraufgeführt. 2007 war das Musical Off-Broadway und 2008 auf dem Broadway zu sehen. Miranda spielte darin die Hauptrolle des Usnavi. Die Broadway-Produktion gewann vier Tony Awards, die zugehörige Aufnahme einen Grammy.
Von 2007 bis 2015 arbeitete Miranda an Hamilton, einem Musical über das Leben des amerikanischen Gründervaters Alexander Hamilton. Hamilton verbindet Hip-Hop, Broadway-Musik und verschiedene populärmusikalische Stile. Das Musical wurde im Januar 2015 Off-Broadway uraufgeführt und wird seit August 2015 auf dem Broadway gezeigt. Miranda spielte Alexander Hamilton. Die Broadway-Produktion gewann einen Pulitzer-Preis und elf Tony Awards, die Aufnahme der Broadway-Inszenierung gewann einen Grammy. Miranda erhielt Tonys für die beste Originalmusik eines Musicals oder Theaterstücks sowie für die Buchvorlage.
Miranda schrieb zwei Musikstücke für den Film Star Wars: Das Erwachen der Macht. Auch an der Arbeit zur Filmmusik von Vaiana war Miranda beteiligt. Er schrieb u. a. Musik und Text für den Song How Far I’ll Go, der Miranda 2017 einen Grammy Award sowie eine Oscar-Nominierung einbrachte.
2015 wurde Miranda in den MacArthur Fellowship aufgenommen. Im Jahr 2017 wurde er auch in die Academy of Motion Picture Arts and Sciences (AMPAS) aufgenommen, die jährlich die Oscars vergibt.
Bei den 46. People’s Choice Awards gewann der Schauspieler und Musiker in der Kategorie The Drama Movie Star of 2020 für den Musicalfilm Hamilton.
In der Rubrik Bester Filmsong wurde Miranda 2022 für Dos Oruguitas aus dem Film Encanto für den Oscar nominiert. Wegen einer COVID-19-Erkrankung seiner Frau sagte er aber die Teilnahme an der Verleihungsshow ab. Auf der gleichen Preisverleihung war Tick, Tick… Boom! für zwei Oscars nominiert, dem Debütspielfilm von Miranda.
2023 wurde Miranda in die American Academy of Arts and Sciences gewählt.
Seine Frau Vanessa Nadal hat Wurzeln in der Dominikanischen Republik und Österreich, in der Gemeinde Schörfling am Attersee, was ihm etwas half bei der Mitarbeit an der Deutschen Übersetzung von Hamillton.

## Filmografie
Schauspieler
- 1996: Clayton’s Friends
- 2007: Die Sopranos (The Sopranos, Fernsehserie, Episode 6x15 Die guten alten Zeiten)
- 2009–2010: Dr. House (House, Fernsehserie, 2 Episoden)
- 2009, 2011: Sesamstraße (Sesame Street, Fernsehserie, 2 Episoden)
- 2010: The Electric Company (Fernsehserie, Episode 2x02)
- 2011: Modern Family (Fernsehserie, Episode 2x22 Haften Kinder für ihre Eltern?)
- 2012: Submissions Only (Fernsehserie, Episode 2x08)
- 2012: Das wundersame Leben von Timothy Green (The Odd Life of Timothy Green)
- 2012: The Polar Bears (Kurzfilm, Stimme)
- 2012: Freestyle Love Supreme (Fernsehfilm)
- 2013: 200 Cartas
- 2013: Do No Harm (Fernsehserie, 11 Episoden)
- 2013: How I Met Your Mother (Fernsehserie, Episode 9x11 Reim dich oder ich fress dich)
- 2014: This American Life: One Night Only at BAM
- 2014: Studio Heads (Kurzfilm)
- 2016: Difficult People (Fernsehserie, Episode 2x07)
- 2017: Speech & Debate
- 2017: Lass es, Larry! (Curb Your Enthusiasm, Fernsehserie, 2 Episoden)
- 2017, 2020: BoJack Horseman (Fernsehserie, 2 Episoden, Stimme)
- 2018: Bartlett (Fernsehserie, 2 Episoden)
- 2018: Nina’s World (Fernsehserie, Episode 2x37, Stimme)
- 2018: The Late Show with Stephen Colbert (Fernsehserie, Episode 3x181)
- 2018: Mary Poppins’ Rückkehr (Mary Poppins Returns)
- 2018–2021: DuckTales (Fernsehserie, 12 Episoden, Stimme)
- 2019: Brooklyn Nine-Nine (Fernsehserie, Episode 6x09)
- 2019: Fosse/Verdon (Miniserie, Episode 1x08)
- 2019: My Favorite Shapes by Julio Torres (Fernsehfilm, Stimme)
- 2019: Star Wars: Der Aufstieg Skywalkers (Star Wars: The Rise of Skywalker)
- 2019–2020: His Dark Materials (Fernsehserie, 9 Episoden)
- 2020: One Day at a Time (Fernsehserie, Episode 4x07, Stimme)
- 2020: Hamilton
- 2021: In the Heights
- 2021: Rita Moreno: Just a Girl Who Decided to Go for It (Dokumentarfilm)
- 2021: Vivo – Voller Leben (Vivo, Stimme)
- 2023: Percy Jackson: Die Serie (Percy Jackson and the Olympians, Fernsehserie, 2 Episoden)

Regie
- 1996: Clayton’s Friends
- 2021: Tick, Tick… Boom!

Produktion
- 2022: Aristoteles und Dante entdecken die Geheimnisse des Universums (Aristotle and Dante Discover the Secrets of the Universe)

Musik
- 2016: Vaiana (Moana)
- 2020: Hamilton
- 2021: In the Heights
- 2021: Vivo – Voller Leben (Vivo)
- 2021: Encanto
- 2023: The Little Mermaid (2023, mit Howard Ashman und Alan Menken)

## Auszeichnungen für Musikverkäufe
| Silberne Schallplatte - Vereinigtes Königreich - 2020: für das Lied My Shot - 2022: für das Lied Non-Stop - 2022: für das Lied Right Hand Man - 2022: für das Lied The Room Where It Happens - 2023: für das Lied Farmer Refuted - 2023: für das Lied Dear Theodosia - 2023: für das Lied A Winter’s Ball - 2024: für das Lied That Would Be Enough - 2024: für das Lied Ten Duel Commandments - 2025: für das Lied Take A Break - 2025: für das Lied One Last Time - 2025: für das Lied It’s Quiet Uptown | Goldene Schallplatte - Brasilien - 2024: für das Lied We Know the Way - Vereinigte Staaten - 2021: für das Album In the Heights - Vereinigtes Königreich - 2023: für das Lied The Story of Tonight - 2025: für das Lied Aaron Burr Sir Platin-Schallplatte - Vereinigtes Königreich - 2022: für das Lied We Know the Way - 2025: für das Lied Alexander Hamilton |

Anmerkung: Auszeichnungen in Ländern aus den Charttabellen bzw. Chartboxen sind in ebendiesen zu finden.
| Land/RegionAuszeichnungen für Musikverkäufe (Land/Region, Auszeichnungen, Verkäufe, Quellen) | Silber       | Gold     | Platin     | Verkäufe  | Quellen             |
| -------------------------------------------------------------------------------------------- | ------------ | -------- | ---------- | --------- | ------------------- |
| Brasilien (PMB)                                                                              | —            | Gold1    | —          | 20.000    | pro-musicabr.org.br |
| Vereinigte Staaten (RIAA)                                                                    | —            | Gold1    | 4× Platin4 | 4.500.000 | riaa.com            |
| Vereinigtes Königreich (BPI)                                                                 | 12× Silber12 | 2× Gold2 | 2× Platin2 | 4.400.000 | bpi.co.uk           |
| Insgesamt                                                                                    | 12× Silber12 | 4× Gold4 | 6× Platin6 |           |                     |